# Ravindra Prabhat
Ravindra Prabhat, cuyo nombre completo es Ravindra Kumar Chaubey Prabhat (Mahindwara,Sitamarhi, Bihar, India, 5 de abril de 1969), es un escritor y ensayista indio, cuyas dos novelas más famosas "Taki Bacha Rahe Lokatantra" y "Prem na haat bikay". Su estilo ha sido comparado con el realismo mágico rural, y la mayor parte de sus obras de ficción están ambientadas en el subcontinente indio.

## Obras
- HAMSAFAR (1991)[3][4]

- Mat Rona Ramjani Chacha (1999)[5]

- Smriti Shesh (2002)[6]
- Taki Bacha Rahe Loktantra(2011)[7]

- Prem Na Hat Bikay(2012)[8]

- History of Hindi Bloging (escritos críticos, 2011)[9][10]

- contemporary Nepali literature (escritos críticos, ensayos y entrevistas, 1995)[11]

- Hindi Blogging: Expression of new revolution(ensayos y escritos críticos, 2012)[12][13]